# Oravce
Oravce (in tedesco Burgwiese, in ungherese Oróc) è un comune della Slovacchia facente parte del distretto di Banská Bystrica, nella regione omonima.

## Storia
Il villaggio è citato per la prima volta nel 1557 (con il nome di Orawcze) come insediamento di coloni provenienti dalla regione di Orava. Appartenne alla Signoria di Vígľaš e poi alle nobili famiglie dei Palugyay e Radvany/Radvanský.